# 소아외과
소아외과(pediatric surgery)는 태아, 아기, 어린이, 청소년, 영 어덜트의 수술을 다루는 외과의 진료과이다.

## 역사
소아외과는 1879세기 중반에 선천 결함에 대한 외과적 치료가 새로운 기술과 방법을 요구하면서 등장했으며, 어린이 병원을 기반으로 더욱 보편화되었다. 이러한 혁신의 한 장소는 필라델피아 아동 병원이었다. C. 에버렛 쿱의 외과적 리더십 아래 1940년대부터 영아의 기관내 마취를 위한 새로운 기술이 개발되어 이전에 치료 불가능했던 선천적 결함을 외과적으로 교정할 수 있게 되었다. 1970년대 후반까지 몇몇 주요 선천성 기형 증후군으로 인한 영아 사망률은 거의 제로 수준으로 감소했다.

## 전공
소아외과의 하위 전공으로는 신생아 수술 및 태아 외과가 있다.
다른 외과 분야 또한 자체적인 소아 전문 분야를 가지고 있으며, 레지던시 및 펠로우십 과정에서 추가 훈련이 필요하다: 소아 심흉외과(심장 및 폐 이식을 포함한 어린이 심장 및 폐 수술), 소아 신장외과(신장 이식을 포함한 어린이 신장 및 요관 수술), 소아 신경외과(어린이 뇌, 중추신경계, 척수 및 말초신경 수술), 소아 비뇨기외과(어린이 방광 및 사정에 필요한 신장 아래 기타 구조물 수술), 소아 응급외과, 태아 또는 배아 관련 수술(산과/부인과 외과, 신생아학 및 모태아 의학과 중복됨), 청소년 또는 젊은 성인 관련 수술, 소아 간(간) 및 위장(위 및 장) 외과(어린이 간 및 장 이식 포함), 소아 정형외과(어린이 근육 및 뼈 수술), 소아 성형 및 재건외과(화상 또는 구순열과 같은 선천적 결함으로 주요 장기를 침범하지 않는 경우), 소아 종양외과(어린이 암 수술).

## 질환
소아외과 수술이 필요할 수 있는 흔한 소아 질환은 다음과 같다:
- 선천성 기형: 림프관종, 구순열 및 구개열, 식도폐쇄증 및 기관식도샛길, 비대성 유문 협착증, 장 폐쇄증, 괴사성 장염, 태변 플러그, 선천성 거대결장증, 항문 직장 기형, 잠복고환 (잠복고환), 장 말회전 이상, 담도폐쇄증, 신우요관 이행부 폐쇄
- 배벽 결함: 제대탈장, 위장파열, 탈장
- 흉벽 변형: 오목가슴
- 소아 종양: 신경아세포종, 빌름스 종양, 횡문근육종, 비정형 기형 횡문근육종, 간 종양, 기형종, 신장 종양
- 결합 쌍둥이 분리
- 성 발달 이상

## 관련 증후군 보기
- VACTERL 연관 증후군
- 에이퍼트 증후군
- CHARGE 증후군
- 큐라리노 증후군
- 피에르 로빈 증후군
- 프룬 벨리 증후군

## 같이 보기
- 윌리엄 E. 래드; 소아외과의 아버지로 알려져 있다.
- 루이스 스피츠; 소아외과 명예 너필드 교수. 스피츠는 데니스 브라운 금메달, 레바인 메달, 미국 래드 메달을 수상했다.
- 로버트 에드워드 그로스; 미국 흉부외과 협회 회장, 미국국립과학원 회원, 미국 예술 과학 아카데미 회원. 그는 또한 소아외과 연구에 대한 기여로 데니스 브라운 금메달과 미국 래드 메달을 수상했다.
- 카사이 모리오; 그의 이름을 딴 시술로 가장 잘 알려져 있다. 그는 미국 소아과 학회로부터 윌리엄 E. 래드 메달, 영국 소아외과 협회로부터 데니스 브라운 금메달, 아사히 신문으로 알려진 전국 신문으로부터 아사히상을 수상했다.

## 소아외과 협회
- 유럽 소아외과 협회: EUPSA
- 세계 소아외과 협회 연맹: WOFAPS
- 미국 소아외과 협회: APSA
- 영국 소아외과 협회: BAPS
- Deutsche Gesellschaft für Kinderchirurgie:[2] 독일 소아외과 협회 (DKH)
- 범아프리카 소아외과 협회: PAPSA